# 彭斯 (纽约州)
彭斯（英語：Burns）是位于美国纽约州阿利根尼县的一个镇，地处阿利根尼县的东北角。2010年美国人口普查时，该镇有1180人。其名称来源于苏格兰诗人罗伯特·彭斯。